# Niccolò Coscia
Niccolò Coscia (25 de janeiro de 1682 – 8 de fevereiro de 1755) foi um cardeal italiano do século XVIII.

## Biografia
Niccolò Coscia nasceu em 25 de janeiro de 1682, em Pietradefusi, arquidiocese de Benevento, de uma família pobre e obscura. O mais velho dos seis filhos de Vincenzo Coscia e Girolama Gemma. Foi batizado com os nomes de Niccolò Paolo Andrea. Estudou na Universidade La Sapienza, em Roma, onde obteve doutorado in utroque iure, direito canônico e civil, em 30 de março de 1715.
Ainda jovem, conheceu o cardeal Vincenzo Maria Orsini, arcebispo de Benevento, durante uma de suas visitas pastorais, o cardeal o encorajou a entrar no estado eclesiástico e conferiu a primeira tonsura em maio de 1696. Estudou sob os auspícios do cardeal e aprendeu os assuntos da cúria arquiepiscopal. Em outubro de 1703, o cardeal lhe concedeu um cânone na igreja colegiada de S. Bartolomeo em Benevento, que em abril de 1708, ele trocou por outro no capítulo da catedral metropolitana; ao mesmo tempo, foi nomeado chanceler da cúria.
Ordenado ao sacerdócio em 28 de março de 1705. Secretário do Cardeal Orsini, arcebispo de Benevento. Na arquidiocese de Benevento, foi mestre de câmara; tesoureiro; visitante apostólico; arcipreste e abade mitrado de S. Lorenzo d'Aprice. Acompanhou o Cardeal Orsini como conclavista nos conclaves de 1721 e 1724. Quando o Cardeal Orsini foi eleito para o papado, Monsenhor Coscia o seguiu para Roma. Foi nomeado secretário de Memoriais em 7 de junho de 1724.
Eleito arcebispo titular de Traianopoli, 26 de junho de 1724. Consagrado em 23 de julho, na capela Paulina do Vaticano, pelo Papa Bento XIII, assistido por Pierre-Guérin de Tencin, arcebispo de Embrun, e por Cesare Lucini, bispo de Gravina. Assistente no Trono Pontifício, 29 de janeiro de 1725.
Criado cardeal-presbítero no consistório de 11 de junho de 1725; recebeu o chapéu vermelho e o título de S. Maria in Domnica, diaconia elevada pro illa vice a título, 23 de julho de 1725. Vinte, dos vinte e seis cardeais presentes no consistório, se opuseram à sua promoção. O papa permaneceu impassível e promoveu o arcebispo Coscia ao cardinalato. Em 5 de setembro de 1725, foi nomeado arcebispo coadjutor de Benevento, com direito de sucessão, encarregado do governo da arquidiocese, retido pelo Papa Bento XIII até sua morte. Protetor da Ordem Soberana de Malta, setembro de 1725. Protetor da Ordem dos Frades Menores Conventuais, 17 de dezembro de 1725; tomou posse em fevereiro de 1726. Protetor da cidade de Avignon e prefeito da Congregação de Avignon, 28 de março de 1726. Grã-cruz e commendatario da Ordem de São João de Jerusalém. Recebeu permissão para usar o pálio de arcebispo metropolitano durante sua coadjutoria, 21 de fevereiro de 1726. Sucedeu à sé metropolitana de Benevento em 21 de fevereiro de 1730.
A conduta do cardeal criou muita animosidade entre os outros membros do Colégio dos Cardeais. Quando o Papa Bento XIII morreu, o Cardeal Coscia escondeu-se em Roma e depois fugiu para Cisterna, na disputa do Príncipe Michelangelo Gaetani, duque de Caserta, que lhe deu refúgio e proteção apesar do comportamento do cardeal. O cardeal avisou o Sagrado Colégio que a eleição do novo pontífice seria nula sem seu voto e recebeu garantias para permitir sua participação no conclave. Levou quarenta dias para chegar a Roma junto com o duque de Caserta, que o acompanhou pela cidade até que o cardeal tivesse entrado com segurança no conclave. Participou do conclave de 1730, que elegeu o Papa Clemente XII. Renunciou ao governo da arquidiocese, não sem protestos, em 8 de janeiro de 1731; buscou refúgio em Nápoles em março seguinte e isso motivou o confisco de todos os seus bens.
Em março de 1732, retornou a Roma para enfrentar suas acusações e residiu em S. Prassede durante seu processo. Em 9 de maio de 1733, acusado de extorsão, falsificação e quebra de confiança, foi condenado a dez anos de prisão e excomunhão; também teve que pagar uma pesada indenização. Foi internado no Castello Sant'Angelo, mas tratado com consideração. Em 23 de fevereiro de 1734, o mesmo papa levantou a pena da excomunhão maior e restaurou sua voz ativa em um conclave em julho de 1738. A partir de 1735, ele foi autorizado a ir aos diferentes banhos termais para tratar a gota que o afetava. Com a morte do Papa Clemente XII, ele foi liberto e autorizado a participar do conclave de 1740, que elegeu o Papa Bento XIV. Ele se retirou para a vida privada em Nápoles em 1741. O novo papa ordenou a revisão de seu processo e, em 8 de janeiro de 1742, ele perdoou o tempo restante de sua sentença de dez anos, restabeleceu seu cardinalato e o absolveu de todas as acusações. Ele preparou seu testamento em 1º de maio de 1753.
Cardeal Coscia faleceu em 8 de fevereiro de 1755, Nápoles. Exposto e enterrado na igreja de Gesù Nuovo, casa professa jesuíta, Nápoles.